# Projet Peur
 (septembre 2020).
Si vous disposez d'ouvrages ou d'articles de référence ou si vous connaissez des sites web de qualité traitant du thème abordé ici, merci de compléter l'article en donnant les références utiles à sa vérifiabilité et en les liant à la section « Notes et références ».
Le terme projet Peur (en anglais, Project Fear) a été utilisé dans la politique anti-intellectuelle britannique, notamment avant, pendant et après le référendum de 2016 sur l'appartenance du Royaume-Uni à l'UE par ceux qui battaient campagne pour la sortie de celle-ci.
Il met en avant le contenu alarmiste et pessimiste employé par les européistes (en faveur du maintien dans l'UE). Selon ceux qui utilisent le terme il fut en premier lieu soi-disant utilisé par le Parti national écossais (SNP) et les sympathisants à l'indépendance qui s'opposaient à la campagne « Meilleurs ensemble » (« Better Together ») qui a eu lieu en 2014 (le référendum sur l'indépendance de l'Écosse).

## Voir également
- Fear, uncertainty and doubt